# رچکا
رچکا (به صربی: Rečka) یک منطقهٔ مسکونی در صربستان است که در نگوتین واقع شده‌است. رچکا ۴۶۹ نفر جمعیت دارد.